# 靳月光
靳 月光（きん げっこう、? - 315年）は、前趙の昭武帝劉聡の皇后（廃后）。妹に靳月華、および隠帝劉粲の皇后靳氏がいる。

## 生涯
匈奴屠各種の有力者である靳準の娘。国中で第一の美女と呼ばれた。
315年、劉聡は中護軍靳準の屋敷へ行き、靳月光と妹の靳月華を左貴嬪、右貴嬪に立てた。同年、皇后に封じられた。後に劉聡は靳月光に上皇后と加号し、貴嬪の劉氏を左皇后に、月華を右皇后に封じた。
同年、靳月光は劉聡以外の人物と姦通を行った。陳元達は靳月光に淫行の行為があったことを上奏した。劉聡は靳月光を特に寵愛していたが、陳元達の勢いに迫られて皇后から廃した。間もなく、靳月光は恥じ入って自殺した。劉聡はその容姿を追思し、陳元達を怨んだ。これ以降、劉聡と靳月光の父である靳準は陳元達と不仲になった。

## 伝記資料
- 『晋書』劉聡載記
- 『資治通鑑』